# پیتر ادکینسون
پیتر ادکینسون (انگلیسی: Peter Adkison) طراح بازی و کارآفرین اهل ایالات متحده آمریکا است، که در سال ۱۹۹۰ شرکت ویزارد کاست را تأسیس کرد.